# Нико Денц
Нико Денц (њем. Nico Denz; Валдсхут-Тинген, 15. фебруар 1994) њемачки је професионални бициклиста који тренутно вози за UCI ворлд тур тим — Бора—ханзгро. Каријеру је почео 2015. године, а 2017. је возио своју прву гранд тур трку — Вуелта а Еспању. Године 2018. возио је Ђиро д’Италију по први пут, а исте године је освојио класик Венде, што му је била прва побједа у каријери.
Године 2022. остварио је етапну побједу на Тур де Свис трци, док је 2023. остварио двије етапне побједе на Ђиро д’Италији.